# Ropowica
Ropowica, flegmona (łac. phlegmone) – zapalenie ropne, nieodgraniczone tkanką włóknistą czy ziarniną, obejmujące różne warstwy danego narządu i dotyczące luźnej tkanki łącznej, często podskórnej, wywołane mieszaniną drobnoustrojów, wśród których najczęstsze są paciorkowce.
Do objawów ropowicy należą: wysoka gorączka, bóle, obrzęk i zaczerwienienie objętego zapaleniem miejsca. Istnieje możliwość uogólnienia się zakażenia. Leczenie chirurgiczne ropowicy przeprowadza się poprzez nacięcie i sączkowanie w celu usunięcia ropy oraz podanie antybiotyku.
Do ropowic zalicza się również:
- zastrzał
- zanokcicę
- anginę Ludwiga
- ropowicę przestrzeni przygardłowej
- czyraka, czyraczność i karbunkuła.